# Tafalisca porteri
Tafalisca porteri är en insektsart som beskrevs av Lucien Chopard 1929. Tafalisca porteri ingår i släktet Tafalisca och familjen syrsor. Inga underarter finns listade i Catalogue of Life.